# Enrico Massara
Enrico Massara (Novara, 24 novembre 1918 – Novara, 7 settembre 2009) è stato un politico italiano.
Dopo gli studi universitari ha intrapreso la carriera militare dedicando parte della sua vita alla Resistenza e alla lotta partigiana. Alla fine della guerra si è dedicato alla vita politica.

## Biografia

### Origini familiari
Enrico Massara nacque a Novara il 24 novembre 1918; sua madre, Casimira, proveniva da Torino; suo padre, Eugenio Massara, nato anche’egli a Novara era un ragioniere. Possedeva una banca sotto la cupola di S. Gaudenzio, era un liberale storico e per questo rifiutò sempre la tessera del partito Fascista. Enrico Massara ebbe un’infanzia difficile a causa della malattia della madre e della precoce morte della sorella Annamaria. Nel 1928, con l’avanzare della crisi internazionale e della borsa degli anni ‘20, la banca di suo padre rischiò il fallimento. Riuscirono a ottenere il concordato però rimasero senza soldi. Furono aiutati a superare le difficoltà economiche dalla nonna materna.
Massara rimase all’Istituto Rosmini di Stresa fino al 1928 poi, a causa dei problemi economici, dovette frequentare le scuole di Sant’Andrea a Novara e giunto alle superiori frequentò l’istituto tecnico Mossotti e in seguito si diplomò presso l’istituto magistrale Tornielli Bellini, entrambi a Novara. Per permettersi gli studi universitari, iscrittosi alla facoltà di Pedagogia dell’Università Cattolica, dovette lavorare come insegnante di educazione fisica e in seguito come professore di storia ad Arona, anche se quell’esperienza durò poco.

### La carriera militare
Nel dicembre del 1941 Massara fu chiamato alle armi, frequentò il corso sottufficiali a Vercelli ed entrò nel 4º reggimento del corpo dei carristi, dove conobbe Alfredo Di Dio, il futuro comandante partigiano, che in quel momento era capo degli istruttori dei piloti dei carri armati. Finito il corso, Massara, divenuto sergente, andò a Bologna dove si teneva il corso per ufficiali da cui uscì Sottotenente di complemento. Nel ’43 fu trasferito ad Abano Terme per seguire un corso di specializzazione e passare in artiglieria.
Il 25 luglio 1943 quando Massara si trovava ad Anzio il colonnello comandante ordinò di distruggere tutto quello che aveva a che fare con il fascismo. Due giorni dopo partì per Casale Monferrato, lì inizialmente si cercò di difendere la città, ma all’arrivo dei Tedeschi si ordinò la ritirata.
Il 13 settembre tornò a Novara, ma temendo di essere arrestato o fucilato per essere un disertore scappò a Omegna.
Grazie a suo padre, Massara si mise in contatto con un architetto di Milano, Filippo Maria Beltrami, che stava riunendo ex militari per formare i primi partigiani e in quell’occasione conobbe Albino Calletti.

#### Il partigiano Massara
La prima azione da partigiano di Massara fu presso la polveriera di S. Maurizio la notte del 7 dicembre, dove vi era un consistente deposito d’armi. Partirono da Cireggio su due autocarri; il luogo era presidiato da una ventina di carabinieri i quali si arresero senza opporsi e sei di loro si unirono ai partigiani.
La "Brigata Patrioti Valstrona” nacque dopo lo scontro della sera del 18 dicembre 1943, quando una squadra di Alfredo Di Dio scambiò l’auto su cui viaggiava Beltrami per un’auto tedesca e fece fuoco, Beltrami rimase leggermente ferito a una gamba; da quell’incidente iniziarono le trattative per l’unificazione dei due gruppi.
L’antivigilia di Natale del 1943, a seguito di una “puntata” tedesca su Omegna, un’azione minacciosa e pericolosa, Beltrami decise di lasciare la maggior parte della formazione a Campello Monti, in Valstrona. Quello fu un periodo difficile in cui tra momenti di lotta importanti cominciarono a emergere diversi problemi. A causa dei nazisti che rafforzarono il presidio di Omegna e a minacciose “puntate” in Valstrona i partigiani dovettero spostarsi. Dopo incontri e riunioni tra partigiani ed esponenti del C.L.N. Beltrami decise di trasferire la formazione in Val d’Ossola.
Il 28 gennaio Massara con i suoi uomini partì per la Valgrande, il giorno dopo il tenente Francesconi, mal consigliato, attaccò la caserma dei Carabinieri contravvenendo agli ordini e rivelandone la presenza sul territorio. Dovettero così risalire in val Vigezzo raggiungendo Beltrami solo l’11 febbraio a Megolo.
Massara, debilitato da una febbre altissima, cercò qualcuno che potesse ospitarlo, si fermò dunque a casa di Pierina Spezia; la mattina del 13 febbraio però arrivarono i tedeschi, grazie all’aiuto di due partigiani Massara si salvò, fu rinchiuso in una stalla assieme a un comunista, Dionigio Sala, accusato di aver aiutato i partigiani. Grazie all’aiuto di Sala riuscì a scappare dalla stalla e a prendere un treno diretto a Novara. Lì fu ospitato due giorni da una zia e in seguito da una famiglia che abitava ad Ameno. Dopo qualche giorno fu raggiunto da Alfredo Di Dio che gli chiese di riorganizzare la resistenza dopo la battaglia a Cortavolo dove morirono Beltrami e altri undici partigiani.
Insieme a Di Dio fu tra coloro che diedero vita alla nuova formazione partigiana, il "Gruppo Patrioti Ossola" denominata in seguito "Valtoce".

#### La nascita del "Gruppo Patrioti Ossola"
I gruppi di partigiani erano molto disuniti e Di Dio chiese a Massara di creare un collegamento stando a Pettenasco e Borgomanero. Questa nell'estate del ’44 si fece così pericolosa da indurre Massara a chiedere riparo a don Vandoni anche se dopo un paio di giorni tornò a Pettenasco dove partecipò alle trattative con il comando tedesco di Omegna per la costituzione di una zona neutra. In seguito Massara e Di Dio furono accusati di non aver informato i garibaldini riguardo al rastrellamento del 6 agosto anche se i due erano certi di averlo fatto; la vicenda creò nuovi problemi nei rapporti tra le litigiose formazioni anche se le polemiche erano solo verbali e nel momento del bisogno ci si aiutava a vicenda.
Massara definì l’agosto del’44 il “mese del sangue” poiché ci fu uno stillicidio di fucilazioni, rastrellamenti, incendi, impiccagioni e assassinii. Fu anche il mese della speranza, perché sembrava che la guerra stesse per finire; i fascisti e i tedeschi erano sempre più feroci, ma anche sempre più in difficoltà, in quel periodo si gettarono le premesse per la liberazione dell’Ossola. Uno degli episodi più significativi è il combattimento del ponte della Masona perché vi presero parte i garibaldini, il “Valdossola” e la formazione di Massara e Di Dio.

#### La "Repubblica" partigiana e l'espatrio in Svizzera
Il 10 settembre nacque la Repubblica partigiana dell'Ossola. Di Dio incaricò Massara e de Marchi di comandare il presidio di Domodossola e Valdossola, ma i contrasti con i garibaldini continuarono, il 10 o 11 settembre Massara trattò con Krumhaar per la liberazione di Gravellona Toce ma la trattativa fallì e i garibaldini, venuti a sapere dell’incontro, spararono all’automobile di Massara senza conseguenze per il partigiano.
Nei territori ricaduti nella Repubblica dell'Ossola tra il settembre e l'ottobre del 1944 ci furono quaranta giorni di pace, fu conquistata la libertà di stampa, furono scritti molti articoli e centinaia di libri.
La "Repubblica" però non poteva durare: gli aiuti promessi dagli alleati non arrivarono mai, Domodossola era indifendibile e gli abitanti non erano attrezzati per una guerra di posizione. L’attacco nazifascista iniziò il 10 ottobre ma i nemici arrivarono a Domodossola il 14. La resistenza fu strenua e importante da parte di tutte le formazioni, furono respinti per cinque giorni dando il tempo alla popolazione di fuggire, si organizzarono treni per portar via i cittadini e i partigiani, si riuscì a evitare il caos e si ritirarono con relativo ordine. Solo dopo lo sfondamento divenne tutto più semplice. A Finero caddero il colonnello Attilio Moneta e Di Dio. Tutta la ritirata fu costellata da scontri e combattimenti.
Massara entrò dunque in Svizzera portandosi i prigionieri fascisti, un gruppo di venticinque persone tra cui alcune donne. Durante i quaranta giorni i prigionieri fascisti furono trattati bene mentre i partigiani e gli ufficiali furono divisi e mandati in un albergo nella zona del lago di Lucerna. Ci fu subito la possibilità di rientrare e moltissimi civili e partigiani lo fecero. Massara rimase in Svizzera per non abbandonare i suoi partigiani, fu mandato a Langhental, nel Canton Brera, al comando di undici campi di partigiani italiani e ricorderà tristemente quei giorni sia perché i partigiani vivevano in pessime condizioni sia perché non riuscì a informare la sua famiglia di dove fosse, ne poté avere loro notizie.

#### La fine della guerra e il ritorno a Novara
Massara rimase in Svizzera sino al 10 luglio 1945, dove si accorse della povertà economica della sua famiglia e di tutta l’Italia al termine della guerra. Il 27 ottobre 1945 si sposò e sempre in quell’anno, dopo aver rifiutato di essere assunto alla Banca popolare, entrò in polizia; vi rimase sino al ’48. Trovatosi nuovamente disoccupato, Massara decise di lavorare presso l’Anpi e ne divenne segretario fino al 1957. Dal 1952 fino al 1980 fu dipendente della Federazione delle Cooperative ricoprendo diversi incarichi: funzionario, ispettore, e molti altri. Fu anche Presidente provinciale delle Cooperative di consumo.
Nel 1956 pubblicò il libro Crimini dei nazifascisti in provincia di Novara.

### L'impegno politico e i riconoscimenti
Con la sicurezza di un lavoro stabile, Massara iniziò a dedicarsi alla vita politica aderendo al partito socialista. Fu eletto anche nel Consiglio comunale di Novara, per il qual ricoprì incarichi amministrativi fino al 1970.
Dal 1970 al 1974 fu incaricato alla presidenza dell’Istituto autonomo Case popolari, dal 1975 al 1978 fu rappresentante della Provincia di Novara nel Collegio sindacale della Cassa di Risparmio delle province lombarde. Si occupò della fondazione Finafrica che finanziava borse di studio per giovani provenienti dai paesi Africani desiderosi di specializzarsi in Italia.
Nel 1980 scrisse il libro Novara - 24 ottobre 1944 – Rappresaglia
Massara fondò il giornale “Resistenza unita” e soprattutto lavorò al progetto della fondazione dell’Istituto storico della resistenza e della società contemporanea nel Novarese e nel Verbano Cusio Ossola "Piero Fornara". Dal 1968 al 1975 ne fu Consigliere, dal ’75 al ’86 Vicepresidente e successivamente sino al 1996 ne fu Presidente. È stato Presidente onorario dell’Anpi interprovinciale e Presidente onorario dell’Associazione “Casa della Resistenza” di Fondotoce. Dal 1967 è stato cavaliere dell’Ordine al Merito della Repubblica Italiana e dal 1995 Grande ufficiale. Nel 1998 la sua città lo insignì del titolo "Novarese dell'anno". All'agosto 2008 risalgono le ultime partecipazioni pubbliche di Massara che non aveva voluto mancare, nonostante le sue precarie condizioni di salute, alla commemorazioni sul "sentiero Beltrami" e a quella dei Martiri di Vignale.
Massara morì a Novara il 7 settembre 2009 all’età di 88 anni.

## Opere
- Enrico Massara, Antologia dell'antifascismo e della resistenza novarese, Grafica Novarese, Novara, 1984
- Enrico Massara, Crimini dei nazifascisti in provincia di Novara, La Foresta Rossa , Novara, 1956
- Enrico Massara, Novara, 24 ottobre 1944. Rappresaglia, Grafica Novarese, Novara, 1980